# Poeta
Un poeta o una poetessa és una persona que escriu poesia, modernament solen ser obres relativament curts, sovint en versos o amb rima. Per extensió es diu de qui, sense escriure, té el gust i el sentiment de la bellesa, que tendeix a somiar i s'alunya de la realitat.

La paraula prové del grec antic ποιητής, creador, autor, fabricant. Després de l'antiguitat llatina, el significat es va reduir cap a l'escriptor de versos, per distingir de l'escriptor de prosa. Fins a ben entrat en l'edat mitjana, gairebé tota obra literària era escrit en versos, el prosa servia per damunt de tot pels escrits de no ficció o la retòrica. L'evolució va continuar fins a arribar a mitjan segle xix als primers «poemes en prosa», que abandonen els versos rítmics i la rima. Hi ha poetes que van escriure llibres on expliquen com conceben la poesia. Un dels primers coneguts va ser l'Ars poetica (el mester de poeta) de Horaci.

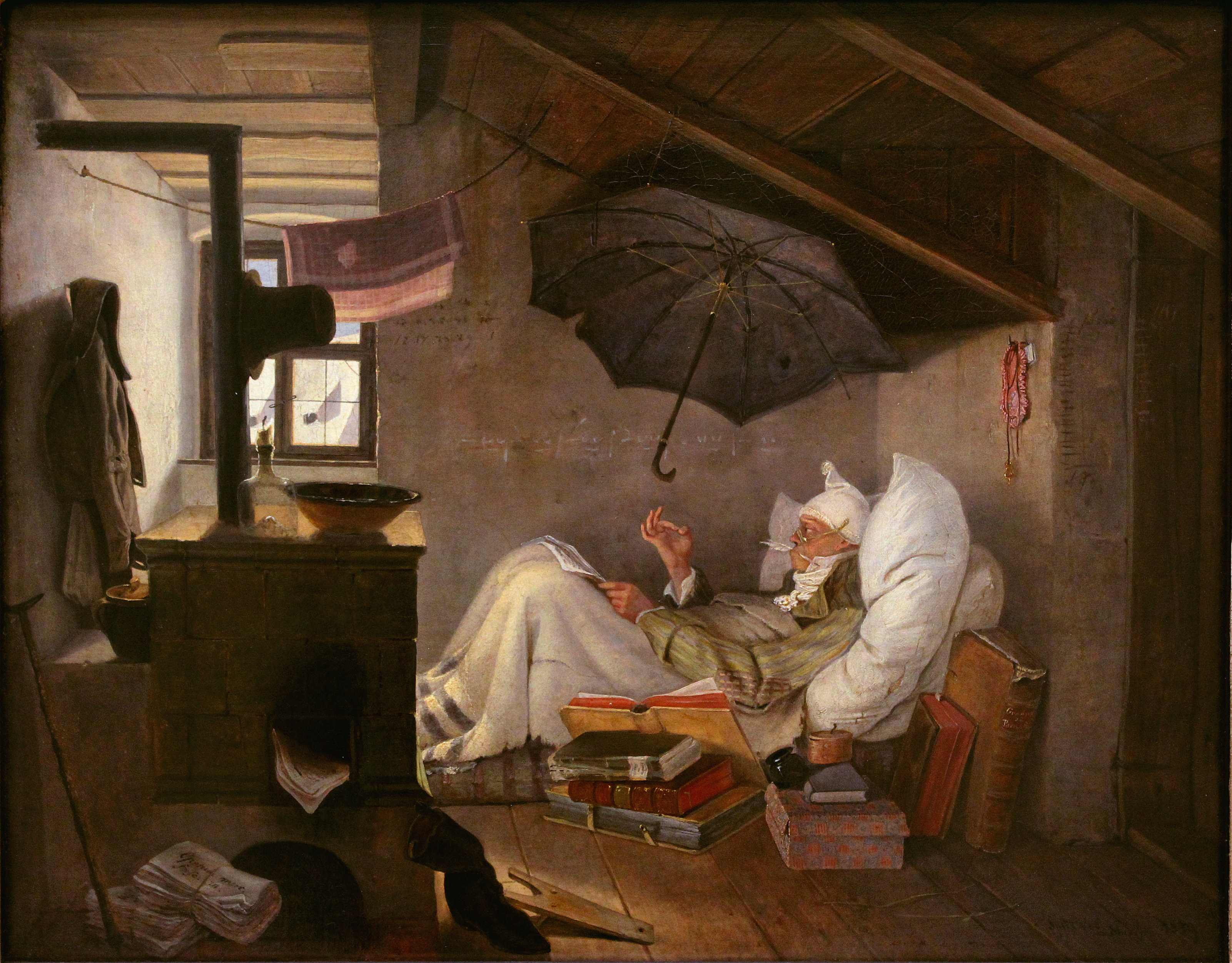
El poeta pobre, de Carl Spitzweg (1839).

Els poetes maleïts (‘Els poetes maleïts») és un obra de Paul Verlaine en la qual descriu sis poetes que rebutgen els valors de la societat, provoquen de manera perillosa i antisocial, tenen tendències autodestructives, consumeixen substàncies moren abans que el seu geni siga reconegut, part de la cultura bohemià. Enllà dels sis amics de Verlaine, el terme poeta maleït va passar a designar qualsevol poeta incomprès o inconformista.
A Catalunya, el País Valencià i les Illes Balears hi ha una llarga i arrelada tradició poètica, que tant es reflecteix en la popularitat dels Jocs Florals com en la importància dels seus poetes des de l'edat mitjana fins ara, tant si utilitzen la llengua castellana com la catalana, entre els quals hi ha des de Jordi de Sant Jordi i Ausiàs March fins a Salvador Espriu, Bartomeu Rosselló-Pòrcel, Maria Mercè Marçal, Encarna Sant-Celoni o Àngels Gregori, en català; i Jaime Gil de Biedma o José Agustín Goytisolo o Carlos Marzal, en castellà.